# Faith Kipyegon
Faith Chepngetich Kipyegon (født 10. januar 1994) er en kenyansk atlet, der konkurrerer i mellemdistanceløb.
Hun blev olympisk mester på 1500 meter ved sommer-OL 2016 i Rio de Janeiro. Hun forsvarede sin olympiske titel i 2021, da hun vandt 1500 meter ved sommer-OL 2020 i Tokyo.